# ラブラブエッサイム'82
「ラブラブエッサイム'82」は、グループ魂の5thシングル。2010年7月21日にリリースされた。

## 概要
- 前作から、約3年ぶりのシングル。
- プロデュースは阿部義晴(ユニコーン)。プロモーションビデオは三池崇史が担当。

## 収録曲
1. ラブラブエッサイム'82
作詞・作曲:宮藤官九郎、阿部義晴
2. フェス!!最高 (from 2010.5.17 渋谷C.C.Lemon)
作詞・作曲:宮藤官九郎
3. いわきアンモナイト音頭 ～いわき兄弟～
作詞:いわきとしみ、いわきたく/作曲:いわきたく